# Dionisio Jordán Infante

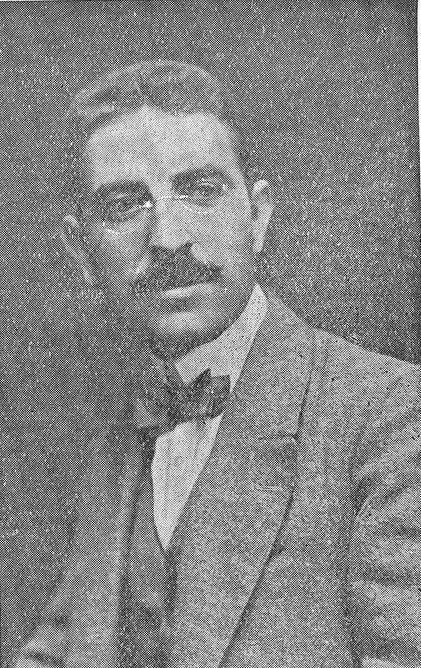
Dionisio Jordán Infante, pintor.

Dionisio Jordán Infante. (Valdepeñas de Jaén, 29 de   julio de 1887 – Alicante,1963). Pintor y profesor, natural de Valdepeñas de Jaén. Formado en Madrid con Emilio Sala. Desde 1917 profesor de Dibujo en las Escuelas Normales de Alicante, lugar al que estuvo vinculado hasta su muerte.

## Biografía
Nacido en Valdepeñas de Jaén el 29 de julio de 1887. Hijo de José Jordán Cobo, natural de Valdepeñas de Jaén y de Dionisia Infante Marcos, natural de Valdemoro, Madrid. Casó con Rogelia Peña Serrano en Sorihuela del Guadalimar el 1 de septiembre de 1921. A su vez una hermana de ésta casó con el pintor ubetense José María Tamayo Serrano. El matrimonio entre Dionisio Jordán y Rogelia Peña dejó dos hijos: José Luis Jordán Peña, y Mª Ángeles Jordán Peña.
Formado en la Escuela especial de Pintura, Escultura y Grabado de Madrid, bajo la dirección del pintor Emilio Sala, donde  obtuvo el título de profesor de Dibujo (1914). En 1915 con ocasión de la visita de la infanta Isabel de Borbón y Borbón a Jaén, la Diputación Provincial de Jaén le regaló a ésta una acuarela obra de Jordán Infante.
En 1917, y bajo la dirección del pintor giennense Rafael Hidalgo de Caviedes, director del Museo de Arte Moderno de Madrid se prepara las oposiciones de acceso al cuerpo de profesores de las Escuelas Normales. Y el 21 de septiembre de 1917 se incorpora como profesor de Dibujo a las Escuelas Normales de Alicante, ciudad muy importante en su posterior trayectoria, y en la que vivirá el mayor tiempo hasta su muerte.
Labor docente que compaginó en diversos destinos, como en Murcia, donde enseñó dibujo en el Instituto Provincial de Segunda Enseñanza 'Alfonso X El Sabio', en 1924 y 1925.
Aunque no sólo dedicó su tiempo a la docencia, sino que amplió su formación académica con una licenciatura en Derecho, en 1930, y el título de maestro de Primera Enseñanza en 1931. Desde 1940 fue confirmado como profesor en Alicante. Ciudad en la que falleció en 1963.

## Obras
Mujer Valdepeñera, Museo Provincial de Jaén.
Cristo Crucificado. Capilla Mayor de la Parroquia de Santiago Apóstol de Valdepeñas de Jaén. Destruido en 1936.